# Пафос
Пафос (грч. Πάφος, Пафос, тур. Baf, Баф) је пети по величини град на Кипру, смештен у његовој југозападном делу. Пафос је и средиште истоименог округа Пафос.
Пафос је по предању место рођења Афродите, грчке богиње љубави. У доба старе Грчке и старог Рима Пафос је био главно средиште Кипра. Остаци палате римског надзорника са дивним мозаицима представљају данас велико туристичко одредиште. У 1. веку град је посетио и апостол Павле. Због свега наведеног Пафос се налази на списку културне баштине УНЕСКОа.

## Географија
Пафос се налази у југозападном делу Кипра. Удаљеност Пафоса од главног града Никозије је око 125 км југозападно. Оба града су повезана савременим ауто-путем.
Пафос се налази на обали Средоземног мора, али је од саме обале одвојен стрмим литицама. Већи део градског подручја смештен на платоу од 70-80 метара надморске висине, који је приближно раван и стога обрађен око града. Северно од града издиже се планина Тродос, највиша на острву.
Пафос од свих значајнијих места на Кипру има најблажу климу - најумеренија лета и најблаже зиме.

## Историја

### Предање о оснивању
По предању Пафос је био син Пигмалиона и Галатеје. Пигмалион је обожавао Афродиту и њену статуу је држао не само у палати, него ју је носио и на свој кревет. Пафос је основао град под покровитељством Афродите и ту је саградио велики храм посвећен Афродите. Према другом предању, коју је сачувао Страбон, град су основале Амазонке.

### Праисторија и антика
Према археолошким извештајима Пафос је насељен од неолита. Сматра се древним средиштем обожавања Афродите и предхеленских богиња плодности. Према предању Афродита је рођена из морске пене крај Кипра. Грци из Микене су у 12. веку п. н. е. изградили храм посвећен датој богињи. Остаци вила, палата, позоришта, тврђава и гробова сведоче да је то место било од огромне архитектонске и историјске вредности. Мозаици из Новог Пафоса (Неа Пафоса) су међу најлепшима на свету.
У време Александра Македонског последњи краљ Пафоса Никокле изградио је луку Пафос. Касније, у доба хеленизма Пафос је заменио Саламис као главни град Кипра. Разлог је био положај града - тадашњи владари Кипра, Птолемејиди, одабрали су Пафос као ближе место њиховој престоници Александрији. У току је откопавање позоришта из 4. века п. н. е.

### Афродита и Пафос
Грци се слажу да се по легенди Афродита родила из морске пене крај Пафоса и изашла из мора. Према Паузијану, њено обожавање у Пафосу увели су Сиријци, али вероватније је да су обожавање започели Феничани. Афродита 
и њено обожавање на Кипру спомиње се у Одисеји, тако да је и пре археолошких ископавања било јасно да је њен култ настао пре времена Хомера (око 700. п. н. е.). Средиште обожавања Афродите је био ту не само за Кипар, него за цели Егеј. Свештеници култа Афродите имали су огромну моћ. У близини се налазило и пророчиште. Први храм Афродите срушио је земљотрес, па је Веспазијан дао поновну изградњу храма посвећеног Афродити.

### Апостол Павле у Пафосу
Апостол Павле се искрцао у Саламису и ту је ширио хришћанство на свом првом мисионарском путовању. Затим је путовао целом јужном обалом Кипра док није дошао до Пафоса. У Пафосу им се супростављао јеврејски врач Елимас. Елимас је након супротстављања Павлу и Варнави био постао привремено ослепео. Римски проконзул Сергије Паул се тада уверио у хришћанство, па је прихватио хришћанство од Павла. Од тог времена Павле се више не назива по свом претходном имену Савле. Павле је постао вођа хришћана.

### Нови Пафос
Нови Пафос је садашњи град, који је основан на обали мора са веома добром луком. Налази се на око 12 километара од Старог Пафоса. Паузаније наводи да је оснивач Новог Пафоса био Агапенор, вођа Аркадијанаца при опсади Троје. Након заузимања Троје старогрчка флота се раздвојила у олују и Агапенор је био бачен до Кипра. Као и Стари Пафос, тако је и Нови Пафос обожавао Афродиту и ту је исто тако саграђено неколико храмова посвећених истој богињи.

### Каснија историја
Након арапских и других напада од 7. века па надаље Пафос је губио значај. Никозија је постала главни град Кипра, пошто као копнени град није била изложена нападима са мора. Ларнака је постајала познатија као лука од Пафоса. Град је губио становништво и током отоманске и током британске власти. До 1974. г. град и његов округ су били најнеразвијенији на острву.
Након 1974. године започео је брзи економски развој на свим пољима, а посебно туризму. Почео је и поновни раст становништва. Влада је много улагала у брану за наводњавање и у систем за развођење воде. Влада је поред брана улагала и у осталу мрежу (путну, електро-). Изграђен је савремени ауто-пут и остали путеви, а и међународни аеродром у Пафосу. После изградње јавне мреже дошла је и приватна иницијатива, која је највише заслужна за изградњу хотела, вила и забавних садржаја.

## Становништво
Град Пафос има око 28.000 становника (2010. године, управне границе града), док цела општина има 47.300 становника (крај 2001). Целокупно градско подручја са више мањих насеља има око 70 хиљада становника (2010. године). Градско становништво непрестано расте. Већинско становништво су Грци, а последњих година у граду има и све више странаца, махом економских усељеника са Истока и бивших туриста са Запада.

## Привреда
Привреда Пафоса заснива се највише на туризму, које се брзо развија. Поред тога, лука Пафос није значајна као она у Лимасолу, али је значајна за риболов. У подручју Пафоса доста западњака, махом Енглеза је купило куће и виле да би проводили своје пензионерске дане у овом делу Кипра са најугоднијом климом.

## Знаменитости
УНЕСКО је читав град Пафос ставио на списак светске културне баштине.
- У луци се налази тврђава Пафос, коју је најпре изградила Византија, као тврђаву за заштиту луке. Лизињани су је обновили у 13. веку. Млечани нису могли да одбране острво од Турака, па су 1570. г. разорили тврђаву. Турци су је поново обновили;
- Саранта Колонес у Пафосу је тврђава, коју су Лизињани изградили првих година своје власти. Уништена је у потресу 1222. године, али њени остаци су и данас видљиви;
- Кућа Дионисија, кућа Тезеја и Ајона имају прекрасне мозаике. Откопане су након 16. векова под земљом;
- Гробница краљева, представља мистериозне гробнице великаша, а не краљева
- Археолошки музеј;
- античко Одеон позориште;
- Павлови стубови, где је апостол Павле наводно бичеван;
- катакомбе из раног хришћанског раздобља;
- црква светог Соломонија;
- Афродитине стене, налазе се близу Пафоса. Према предању ту је Афродита рођена у морској пени. Према другој легенди јунак из византијског периода Дигеније Акрита је један огроман камен бацио на том месту на Сарацене, који су нападали Кипар.
- Афродитин храм крај Старог Пафоса, чији су најранији остаци из 12. века п. н. е. Тај храм је представљао једно од најзначајнијих места ходочашћа у античко време све до 3. и 4. века;
- манастир Ајос Неофит, чувен је по једнима од најлепших фрески из 12. до 15. века.

## Партнерски градови
- Крф